# 대안리 제1호 벽화고분
대안리 1호 벽화고분(大安里第一號壁畵古墳)은 조선민주주의인민공화국이 지정한 국보 제11호이다.

## 구조 및 특징
평안남도 용강군 대안구역에 있다. 대안리 제1호 벽화고분의 크기는 동서 19.5m, 남북 22.5m이며, 무덤은 남향이고, 내부는 흙을 덮기 전 절반가량 땅속에 들어가도록 돌로 쌓았고 무덤안 짧은 복도로 들어가면 동서로 길게 생긴 네모난 앞방과 다음에 현실(玄室)이 있다. 천장은 네 벽 위에 3각형이 되게 판석(板石) 4개를 얹어서 전체로 8각형을 이루고 있어 독특한 구조이다. 앞방 천장은 가로 세로 길게 생긴 중간을 세 부분으로 나눈 다음 양쪽 천장부분을 각각 삼각형이 되게 돌을 박은 뒤에 다시 돌을 덮어 중간 천장부분은 꺾인 천장식으로 하였다.

## 벽화
현실(玄室) 벽에는 골기(骨器)와 집안에서 사람들이 생활하는 장면과 색옷을 입은 사람들이 노는 듯한 그림이 있고 앞방과 현실(玄室) 중간 통로 벽에는 문지기와 같은 장사의 모습과 앞방 네 벽에는 많은 사람들이 행진하는 모습이 그려져 있으며, 북쪽 벽에는 용·해·달·별(세 발 가진 까마귀)·봉황새·수레·도끼 든 군인 등과 연꽃무늬·덩굴무늬·바퀴무늬·구름무늬·불꽃무늬 등의 그림이 있다.무덤 벽화에는 여자가 베틀에 앉아서 베를 짜고 있는 모습이 그려져 있는데, 이 베짜는 모습은 최초의 벽화로서 유명하며, 이 무덤에서는 우수한 건축기술과 풍습, 그리고 베짜는 수공법 및 생활전모를 엿볼 수 있다.